# 영비 왕씨
영비 왕씨(중국어: 王榮妃, 1560년대? - 1591년)는 명 신종 만력제의 후궁 중 한명이다. 지휘첨사 왕문금의 딸이다.

## 생애
만력 10년 (1582년), 왕씨는 입궁하였다. 처음에는 안빈(安嫔)에 봉해졌으나, 만력 12년 6월, 황제의 3녀 정락공주 주헌규를 낳아 영비(荣妃)로 봉해졌다. 하지만, 이듬해 정락공주는 요절하였다. 만력 19년 정월, 영비 왕씨는 세상을 떠났다. 추정나이 20대이며, 시호는 단정(端靖)이다.

## 참고 문헌
- 《국론》